# R. J. Reynolds Tobacco Company

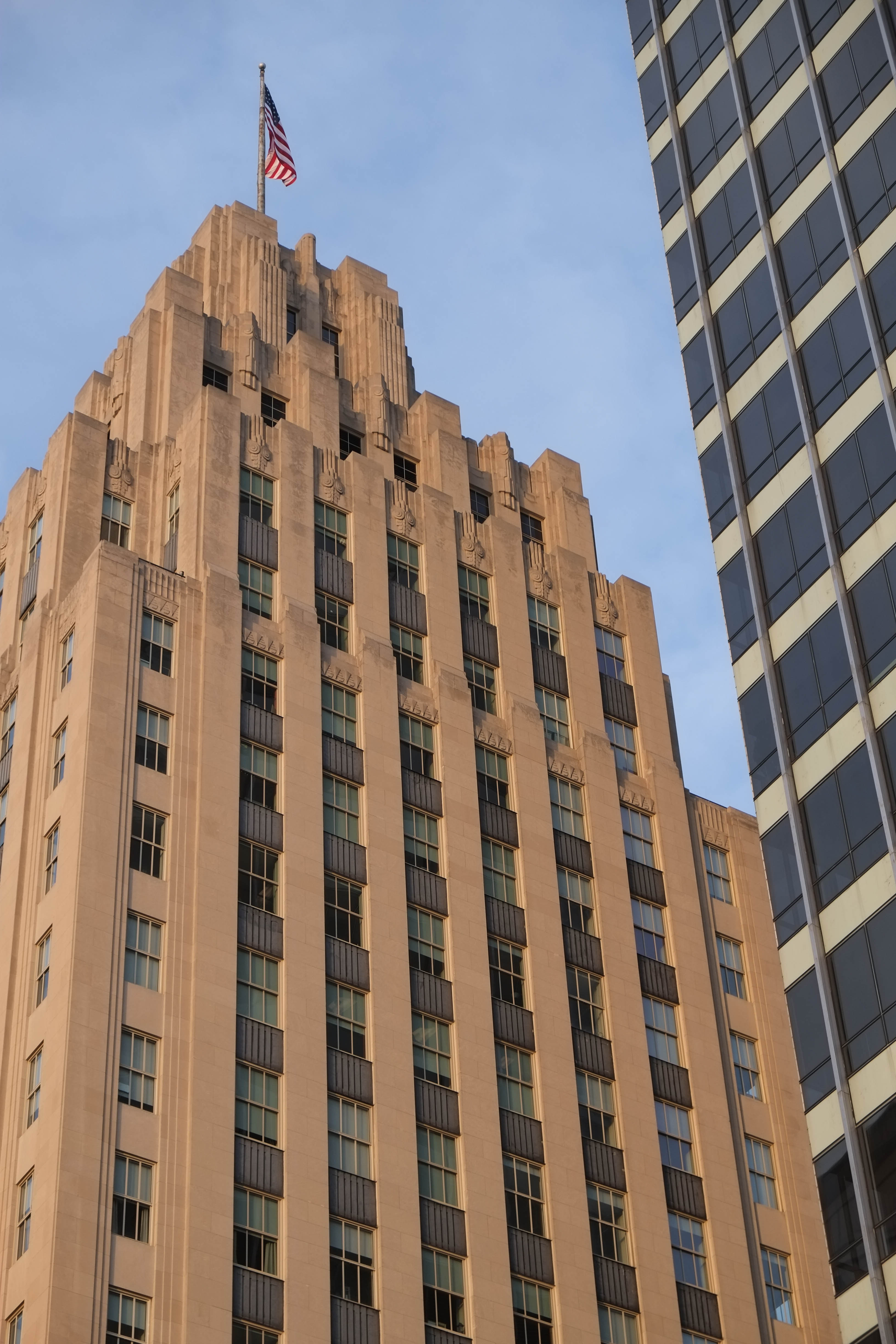
Edificio de la empresa R. J. Reynolds Tobacco Company

R. J. Reynolds Tobacco Company es una empresa tabacalera de los Estados Unidos. Fue fundada por R. J. Reynolds en 1875 y establecida desde un inicio en Winston-Salem, Carolina del Norte.
La empresa se convirtió con el tiempo en uno de los más grandes fabricantes de productos tabacaleros, diversificando su oferta en los años 1960 y para la siguiente década cambió su nombre a R.J. Reynolds Industries, Inc. En 1985 adquirió a la multinacional Nabisco Brands, Inc. y la nueva compañía fue renombrada en 1986 a RJR Nabisco. 
En 1989 Kohlberg Kravis Roberts (KKR) compró la empresa, siendo la transacción corporativa más cuantiosa de su tiempo, calculada en $25 billones de dólares. Para entonces la empresa se llamaba R.J. Reynolds Tobacco Company y en 1995 KKR se desprendió de su participación, gozando ya de amplia presencia en el mercado con marcas como Camel, Salem y Winston.
En 1999 R.J. Reynolds Tobacco Company se volvió filial de R.J. Reynolds Tobacco Holdings, Inc., mientras que Nabisco fue adquirida por Philip Morris Companies Inc. y en el 2000 la totalidad de la empresa pasó a ser parte de Altria Group, que a su vez es una subsidiaria de Kraft Foods.
- Datos: Q1759032
- Multimedia: R. J. Reynolds Tobacco Company / Q1759032